# Britt Hellinx
Britt Hellinx (Brasschaat, 27 juni 1997) is een Belgische actrice. Ze is vooral bekend door haar vertolking van de rol van Gill in de televisieserie wtFOCK. Ze speelde ook de hoofdrol van Mira Deprez in de telenovela Lisa.
Hellinx is het nichtje van de acteurs Ludo Hellinx en Steven Goegebeur.

## Filmografie
- wtFOCK (2018-2019) - als Gill De Schepper
- Thuis (2020) - als Cynthia Renders
- Lisa (2022-2023) - als Mira ‘Lily-Rose’ Deprez
- Dansaertvlamingen (2023) - als serveerster
- Kameleon (2024) - als Tina De Smedt